# 인천운서중학교
인천운서중학교(仁川雲西中學校)는 대한민국 인천광역시 중구에 있는 공립 중학교이다.

## 학교 연혁
- 2024년 3월 1일 : 개교